# Удар милосердия

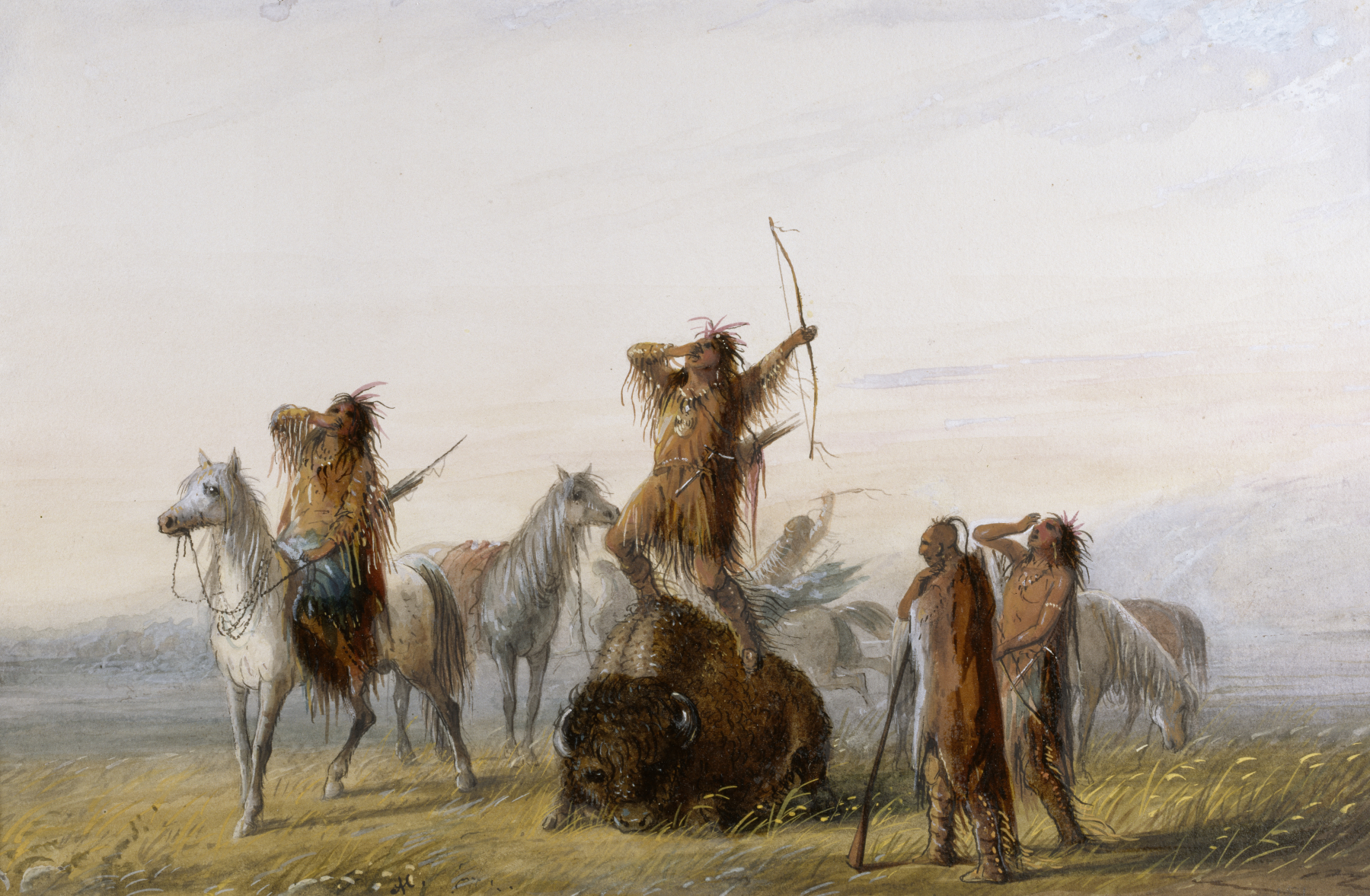
Индейские охотники готовятся нанести удар милосердия смертельно раненому бизону

Удар милосердия (фр. coup de grâce) — разновидность смертельного удара, который наносится либо охотником тяжело раненому или находящемуся на грани смерти животному, либо же солдатом своему противнику соответственно, которому невозможно оказать медицинскую помощь.
В некоторых случаях удар милосердия осуществляют свои же солдаты по просьбе тех, кто не может добраться самостоятельно до пункта медицинской помощи и обречён на мучительную смерть и агонию, или без их согласия. «Ударом милосердия» может называться не только удар оружием ближнего боя, но и выстрел из огнестрельного оружия (как правило, в голову), совершаемый на тех же основаниях. В переносном смысле «ударом милосердия», «последней милостью» или «добиванием из милосердия» в некоторых языках называют решительные действия в отношении людей, направленные на избавление от мучений.

## Применение в бою
В бою воин, как правило, стремится нанести такой удар, чтобы противник либо свалился замертво, либо был настолько тяжело ранен, что уже не в состоянии продолжить бой, и боец тогда мог бы перейти к следующему противнику. Если в некоторых сражениях некоторых тяжело раненых оставляли умирать на поле боя, то со временем позволить противнику умереть в мучениях стало считаться дурным тоном (т. е. проявлением халатности и нарушением воинского кодекса, предписывающего уважение к противнику). Одними из первых подобные удары стали применять в гладиаторских боях.
В допороховую эпоху при сражении клинковым и древковым оружием противник всегда старался либо перерезать противнику горло, либо нанести разящий удар в голову или в сердце, чтобы уничтожить того и завершить с ним бой (либо же переключиться на другого врага). У пехотинцев, помимо основного холодного оружия в виде меча, был «кинжал милосердия» или мизерикордия, который мог проникать между сочленениями рыцарских доспехов и наносить точный удар туда, куда не мог проникнуть обычный меч. В Японии аналогичный кинжал назывался «ёрои доси» и использовался также для добивания.
С изобретением огнестрельного оружия в те же точки человеческого тела стали целиться солдаты, пытаясь либо избавить от мучений умирающих, либо избавиться от тех, для кого нет возможности (а иногда и смысла) оказать своевременную медицинскую помощь или эвакуировать. В настоящее время международные законы о ведении боевых действий запрещают добивать раненых. В некоторых случаях ту же функцию выполняет и «контрольный выстрел» (правда, не из гуманных соображений, а из опасений, что противник остался в живых и может при случае сообщить кому-либо о том, кто на него напал). В случае, если кто-либо из приговорённых к смерти через расстрел оставался в живых после залпа расстрельной команды, того мог также добить «из милосердия» командир расстрельной команды из своего пистолета или же зарезать.

## Отражение в культуре
- Осип Шубин — «Удар милосердия» (нем. Der Gnadenschuß), 1905
- Маргерит Юрсенар — «Последняя милость», 1939; экранизация Фолькера Шлёндорфа «Выстрел из милосердия», 1976
- Сидни Поллак — «Загнанных лошадей пристреливают, не правда ли?», 1969
- Стенли Кубрик — «Цельнометаллическая оболочка», 1987
- Майлз Кейн —  «Coup de Grace», 2018
- DotA и Dota 2 – ультимативная способность героя Phantom Assassin
- Eminem — «The Death Of Slim Shady (Coup De Grâce)», музыкальный альбом американского рэп-исполнителя, 2024
- Виктор Пелевин — «Священная книга оборотня», 2004